# Důl Josef (Jáchymov)
Důl Josef byl založen na Schotterbergu kolem roku 1520 nákladním Huberem. Pojmenován byl pravděpodobně podle těžařovy manželky – Helena Huber. Jednalo se o jeden z nejbohatších stříbrných dolů, který fungoval i v období po třicetileté válce, tedy v období totálního úpadku města i dolů.
V roce 1764 soukromý majitel prodal důl městu. 30. září 1779 důl navštívil císař Josef II. a při této příležitosti dostal důl nový název – Jáma Josef II. V roce 1802 se důl stal majetkem státu.
V polovině devatenáctého století se na skomírajícím dole začal těžit smolinec pro výrobu uranových barev. Na počátku dvacátého století důl dosáhl hloubky tři sta metrů. Kromě samotné těžby důl sloužil jako větrací komín dolu Svornost. Se Svorností je od té doby spojen 700 metrů dlouhou štolou. V této štole byla zřízena koňská dráha, kterou byla odvážena hlušina na odval. Při zatopení dolu Svornost ale touto chodbou do dolu nateklo takové množství vody, že byl uzavřen a v roce 1901 zasypán. Důlní žentour na povrchu zůstal zachován.
Po druhé světové válce nastala éra masivní těžby uranu na Jáchymovsku. V rámci těžby na Svornosti byla znovu obnovena i jáma Josef (už bez přívlastku „II.“) V roce 1948 byl demontován starý těžní žentour (trejv) ze šestnáctého století a převezen do muzea v Kutné Hoře. Na jeho místo byla nainstalována stará těžní věž ze Svornosti. Hloubka dolu postupně dosáhla 470 metrů. Při těžbě uranu byl v roce 1962 navrtán pramen radonové vody, který dnes zásobuje sanatorium Běhounek. Od roku 1964 zde byla těžba ukončena a důl je využíván jako větrací šachta Svornosti a pro jímání radonové vody.
Poslední rekonstrukce proběhla v letech 1982–1987. Při ní byly odstraněny všechny staré povrchové stavby a byla postavena nová, 15,2 metru vysoká těžní věž.